# Leoš Krejčí
Pour les articles homonymes, voir Krejčí.
Leoš Krejčí, né le 17 janvier 1965, à Brno, en Tchécoslovaquie, est un joueur de basket-ball tchécoslovaque, puis tchèque. Il évolue aux postes d'ailier fort et de pivot.

## Palmarès
- Finaliste du championnat d'Europe 1985